# Parafia św. Mikołaja w Pęgowie
Parafia św. Mikołaja w Pęgowie – parafia rzymskokatolicka w dekanacie Wrocław północ I (Osobowice) w archidiecezji wrocławskiej.
Parafia liczy ok. 2387 mieszkańców. Poza Pęgowem, parafia obejmuje Zajączków i Kotowice.

## Historia parafii
Parafia została erygowana w 1985 roku. Od tego czasu prowadzone są księgi metrykalne. Wtedy to do parafii zostały przyłączone miejscowości Pęgów, Zajączków (wydzielone z parafii św. Anny w Szewcach) oraz miejscowość Kotowice (wydzielona z parafii w Urazie). Ostatnia wizytacja kanoniczna odbyła się w 2003 roku, przeprowadził ją biskup Jan Tyrawa.

## Kościoły
Pod opieką parafii znajdują się trzy świątynie:
- kościół parafialny pw. św. Mikołaja w Pęgowie – kamień węgielny wmurowano 11 kwietnia 1977 roku, natomiast konsekracji dokonał arcybiskup wrocławski Henryk Gulbinowicz 3 czerwca 1984
- kościół filialny pw. św. Marcina w Kotowicach[1]
- kaplica cmentarną w Pęgowie

## Proboszczowie
- ks. Jan Kisz (1985–1990)
- ks. Wacław Strong (1990–2011)
- ks. Henryk Matuszak (2011-2016)
- ks. dr Wojciech Gryglewicz (2016– )[1]